# Wilhelm Johann Zellwecker
Wilhelm Johann Zellwecker (21. července 1839 Staré Brno – 9. února 1892 Brno-Staré Brno) byl rakouský politik německé národnosti z Moravy; poslanec Moravského zemského sněmu.

## Biografie
Narodil se ve Starém Brně v domě čp. 23. Jeho otec Mathias Zellwecker byl pekařským mistrem. Neoženil se. Působil jako pekařský mistr a majitel domu na Starém Brně. Byl starostou brněnského IV. okresu (Staré Brno) a členem obecního výboru města Brna. V komunální politice prosazoval rozvoj mateřských škol.
V 80. letech se zapojil i do vysoké politiky. V zemských volbách roku 1884 byl zvolen na Moravský zemský sněm, za kurii městskou, obvod Brno (IV. okres). V roce 1884 se uvádí jako německý liberální kandidát (tzv. Ústavní strana, liberálně a centralisticky orientovaná).
V závěru života se vzdal veřejných funkcí ze zdravotních důvodů. Zemřel v únoru 1892. Příčinou úmrtí byla mrtvice (apoplexie).